# Tom Astor
Tom Astor, geboren als Wilhelm Bräutigam (Schmallenberg, 27 februari 1943) is een Duitse zanger, componist, tekstschrijver en producer van de schlager- en countryscene.

## Carrière
In 1963 trad Astor voor de eerste keer op op het podium. Vooreerst zong hij Duitse schlagers, in de late jaren 1970 legde hij zich toe op de Duitstalige countrymuziek. In 1980 verscheen zijn eerste countryalbum en in 1981 trad hij op bij de Fan Fair in Nashville (Tennessee). In 1984 kwam de doorbraak in Duitsland met het nummer Hallo, guten Morgen Deutschland. Dankzij deze hit kreeg hij talrijke optredens in bijna alle grote tv-shows. Hij werd winnaar van de ZDF-jaarhitparade met zijn hit Junger Adler en meermaals winnaar van het ARD-programma Deutsche Schlagerparade. In 1997 nam hij deel aan de Deutsche Schlager-Festspiele en scoorde met de titel Eisen im Feuer een 4e plaats. Als een van de eerste Duitse zangers trad hij in 2000 op in de Grand Ole Opry. In mei 2007 verscheen het album Duette, waarop hij onder andere zingt met Johnny Cash, Kenny Rogers, Waylon Jennings, Billy Swan en Willie Nelson. Hij werd muzikaal ondersteund door Eddie Bayers (drums), Hargus 'Pig' Robbins (piano), Mark Casstevens (akoestische gitaar), Paul Franklin (steelgitaar, dobro) en Charlie McCoy. Astor werd in 2007 genomineerd door de CMA als «Global Artist».
Voor zijn dubbelalbum Alles klar – kein Problem! (2008) reisde hij opnieuw naar Nashville, om op te nemen met artiesten als Dolly Parton. In juni 2009 werd een in het voorgaande jaar opgenomen concert in het lichtwerk in Schmallenberg gepubliceerd op cd en dvd onder de naam Tom Astor & Band unplugged live. De Tom Astor Band werd tijdens het concert versterkt met de uit Nashville komende gastmuzikanten Charlie McCoy en Bruce Watkins. In 2010 verscheen het album Leben Pur, waarop onder andere Crystal Gayle, Michael Hirte en Günter Wewel meewerkten. Eveneens in 2010 verscheen het album Wunderbar ist die Welt, waarop Astor niet gepubliceerde nummers uit het begin van zijn carrière presenteerde. Met Tom Astors Kinder-Country-Party publiceerde hij in 2012 voor de eerste keer een album voor kinderen. In 2014 verscheen het studioalbum Volle Kraft voraus.

## Privéleven
Tom Astor is getrouwd en heeft twee kinderen.

## Onderscheidingen
- 1994: Goldene Stimmgabel
- 1994: Jaaroverwinning in de ZDF-Hitparade met Junger Adler
- ####: Vier keer Goldener Truck van de tijdschriften Trucker en Auto Bild
- ####: Dertien keer zanger van het jaar bij de GACMF-Gala
- ####: Drie Goldene Schallplatten voor Flieg junger Adler, Hallo Freunde en Kameraden der Straße
- 2007: Nominatie Global Artist Award van de CMA

## Discografie
Tom Astor heeft 40 albums en meer als 600 eigen songs opgenomen. De artiest verkocht naar eigen zeggen tot nu toe meer dan vier miljoen geluidsdragers.

### Singles
- 1972: Komm komm komm (Song sung blue)
- 1984, 1990: Hallo, guten Morgen Deutschland
- 1988: Freunde
- 1990: Junger Adler
- 1991: Ich bin kein Dichter – kein Poet
- 1991: Take it easy – nimm's leicht
- 1993: Flieg junger Adler
- 1994: Kleiner Rebell
- 1994: Hungrige Herzen
- 1996: Irgendwie wird's schon geh'n
- 1997: Eisen im Feuer
- ####: Ich bin dein Freund
- 2003: Mein Eldorado
- 2005: Steh immer wieder auf
- 2008: Wir werden nicht älter
- 2011: Wenn man kämpft kann man verlier'n

### Albums
- 1976: Grand Prix
- 1980: Asphalt Cowboy
- 1981: Hallo Trucker
- 1983: Country & Western Super Hits (aflevering 1)
- 1983: Country & Western Super Hits (aflevering 2)
- 1984: Westwind
- 1986: Hallo, guten Morgen Deutschland
- 1986: Trucker Weihnacht
- 1987: Lass rollen Trucker
- 1987: Hallo Freunde
- 1988: Eine kleine Dosis Freiheit
- ####: International Airport
- 1988: Fröhliche Trucker Weihnacht
- 1989: Meine schönsten Country & Trucker Songs
- 1990: Junger Adler
- 1991: Voll aus dem Leben
- 1991: Auf Achse
- 1991: Hallo Trucker
- 1992: Kapitäne der Landstraße
- 1992: Fröhliche Trucker Weihnacht
- 1993: Sturm und Drang
- 1993: Flieg junger Adler
- 1994: Ich bin wie ich bin
- 1994: Kameraden der Straße
- 1995: Meilensteine
- 1996: Tom Astor
- 1996: The Best of
- 1997: Das Beste … Live
- 1998: … und ich bin dein Freund
- 2000: Hautnah
- 2003: Mein Eldorado
- 2004: Tom Astor Live
- 2005: Ich will mehr
- 2005: Lass es schnei'n
- 2007: Duette
- 2008: Alles klar – kein Problem!
- 2009: Tom Astor & Band unplugged live
- 2010: Leben pur
- 2011: Seine größten Hits
- 2012: Kinder Country Party
- 2014: Volle Kraft voraus
- 2015: Lieder zum Anfassen
- 2016: Ein Abend mit Tom Astor

- Biblioteca Nacional de España: XX1727409
- Gemeinsame Normdatei: 134317580
- International Standard Name Identifier: 0000 0000 5943 6301
- Library of Congress Control Number: no98005289
- MusicBrainz: 238c6ea5-8a89-4f17-813f-a9732ee01c24
- Nationale Bibliotheek van Tsjechië: xx0171054
- Virtual International Authority File: 43909978
- WorldCat: E39PBJyx9YqxmfJfthKrQF8Hmd